# Apocalyps

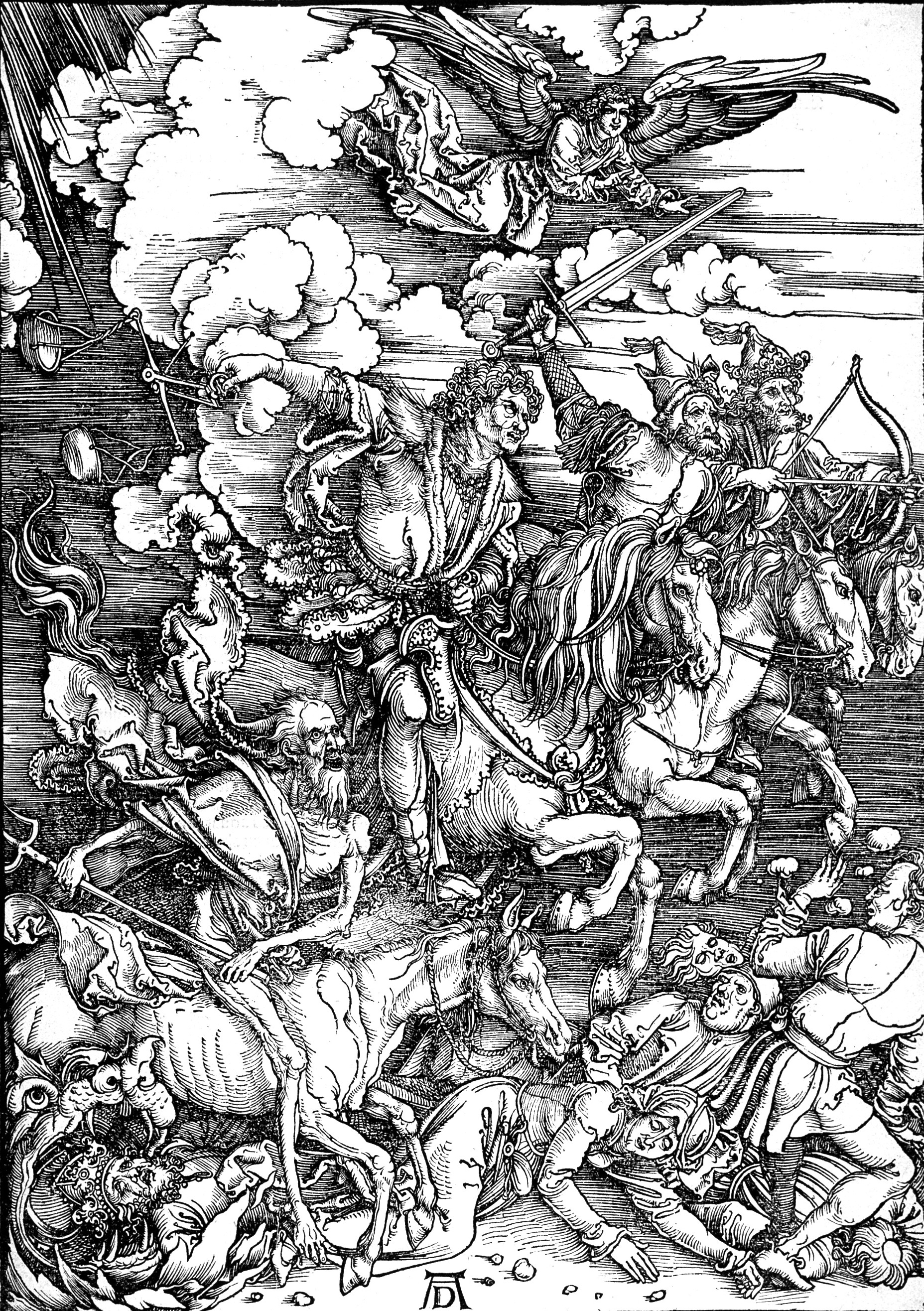
Albrecht Dürer, de vier ruiters van de Apocalyps

Apocalyps (Oudgrieks: ἀποκάλυψις, apokálypsis, onthulling) verwijst meestal naar het einde van de wereld. Het is een literair genre, waarin de dag des oordeels centraal staat. In bredere zin komt de apocalyps in seculiere literatuur, vooral science-fiction, voor met de betekenis van een turbulente periode waarin oude stelsels omver worden geworpen. Opvattingen waarin de apocalyps in de nabije toekomst aanstaande is, worden apocalyptiek genoemd. Vaak geloven christelijke apocalyptische geloofsgemeenschappen dat God na de apocalyps een nieuwe hemel en een nieuwe aarde schept.
Er zijn door de eeuwen heen veel verschillende voorspellingen van het einde van de wereld gedaan. De eschatologie is de leer in de theologie over de eindtijd. Eschaton en eindtijd zijn synoniem.

## Oudheid
Reeds in de oude scheppingsmythen van Assyrië en Babylonië duiken apocalyptische ideeën op, zoals in het Gilgamesj-epos. In het Perzische zoroastrisme werd de idee van een laatste strijd tussen ‘goed’ en ‘kwaad’, ‘licht’ en ‘duisternis’ bedacht. Van daaruit drong het door tot het hellenisme.
In de Scandinavische cultuur staat het einde van de wereld bekend als Ragnarok – Het lot van de goden.

## Jodendom en christendom
Een apocalyps was oorspronkelijk een onthulling van kennis of een openbaring, verwijzend naar de Openbaring van Johannes uit het Nieuwe Testament en andere apocalyptische literatuur in het jodendom en vroege christendom. Hierin werden openbaringen van verborgen dingen door God aan een profeet beschreven, vaak in relatie tot overtuigingen zoals de eindtijd, de opstanding uit de doden, de dag des oordeels, de hemel en de hel die daarin alle worden genoemd. Volgens het chiliasme, een stroming binnen het christendom, zal er voor of na de wederkomst van Christus en vaak in samenhang met de apocalyps een duizendjarig vrederijk of een paradijs op aarde worden gevestigd.

## Islam
Yawm al-Qīyāmah is in de islam de dag des oordeels. Masih ad-Dajjal is in de islamitische eschatologie een valse verlosser, die volgens de leer in de eindtijd verschijnt, eerst beweert dat hij een profeet is en daarna dat hij God zelf is. Hij wordt in de islam gezien als een van de grootste beproevingen voor de mensheid en voor hun geloof in God.